# Красненское сельское поселение (Орловская область)
Красненское се́льское поселе́ние — муниципальное образование в Залегощенском районе Орловской области Российской Федерации.
Административный центр — село Красное.

## История
Статус и границы сельского поселения установлены Законом Орловской области от 03 сентября 2004 года N 424-ОЗ «О статусе, границах и административных центрах муниципальных образований на территории Залегощенского района Орловской области».

## Население
| 2010 | 2012 | 2013 | 2014 | 2015 | 2016 | 2017 |
| ---- | ---- | ---- | ---- | ---- | ---- | ---- |
| 676  | ↘657 | →657 | ↘634 | ↘622 | ↘596 | ↘595 |
| 2018 | 2019 | 2020 | 2021 | 2023 |      |      |
| ↘590 | ↗592 | ↘580 | ↗638 | ↘633 |      |      |

## Состав сельского поселения
| № | Населённый пункт   | Тип населённого пункта       | Население |
| - | ------------------ | ---------------------------- | --------- |
| 1 | Дубровка           | деревня                      | ↘0        |
| 2 | Затишенский Первый | посёлок                      | 14        |
| 3 | Затишенский Второй | посёлок                      | 39        |
| 4 | Котлы              | деревня                      | ↗244      |
| 5 | Красное            | село, административный центр | →366      |
| 6 | Суры               | деревня                      | 13        |